# Руденский, Давид Владимирович
Давид Владимирович Руденский (1896, Николаев — 31 октября 1938, Ленинград) — советский кинорежиссёр, сценарист, актёр, художник. Работал в Германии. Жертва политического террора в СССР.

## Биография
Родился в 1896 году в Николаеве. В 1919 году подвергался аресту ВЧК.
В 1921–1923 годах – член РКП(б). Исключён из партии как «чуждый элемент». 
Окончил 1-й Госинститут кинематографии, где учился у Владимира Гардина и Льва Кулешова. Написал сценарии фильмов «Морока» (1925) и «Мабул» (1926). Был послан на стажировку в Германию.
В 1925–1935 годах жил в Германии, Швейцарии, Италии,  Индии и Польше.
В 1927 году опубликовал в Германии книгу «Жестология», написанную под влиянием идей Льва Кулешова. В 1997 году режиссёр Харун Фароки посвятил её разбору свой фильм «Жесты рук».
В 1930 году по собственному сценарию поставил фильм «Замужество Марии Лаваль» с Анной Пудовкиной в заглавной роли.
В 1934 году под именем Dyk Rudens снялся в одной из главных ролей во франко-швейцарском фильме Дмитрия Кирсанова «Похищение».
В 1935 году вернулся в СССР.  В 1936 году женился на Марии Семёновой, экскурсоводе Екатерининского дворца-музея в Пушкине. 
20 июня 1938 года арестован по подозрению в шпионаже. 27 октября 1938 года особой тройкой УНКВД Ленинградской области приговорён по ст. 58-6 УК РСФСР к высшей мере наказания. 
31 октября 1938 года расстрелян в Ленинграде. 

### Семья
- Сестра – Злата Руденская-Брин (4 ноября 1889 – ?), психоаналитик.
- Жена – Мария Петровна Руденская (1906–1976), музейный работник.
  - Дочь – Светлана Давыдовна Руденская (1936–2006), литературовед.

## Фильмография

### Режиссёр
1930 — Замужество Марии Лаваль / Die Ehe der Maria Lavalle

### Сценарист
- 1925 — Морока
- 1926 — Мабул (Против воли отцов)
- 1930 — Замужество Марии Лаваль / Die Ehe der Maria Lavalle

### Актёр
- 1930 — Замужество Марии Лаваль / Die Ehe der Maria Lavalle — Ханс Бургер, ассистент Лаваля
- 1934 — Похищение / Rapt — Ханс